# Belgiens Grand Prix 2007
Belgiens Grand Prix 2007 var det fjortonde av 17 lopp ingående i formel 1-VM 2007.

## Rapport
Loppet blev en i raden av dueller mellan Ferrari och McLaren. I första startledet stod Kimi Räikkönen och Felipe Massa i Ferrari och i det andra stod Fernando Alonso och Lewis Hamilton i McLaren. Därefter följde Nico Rosberg i Williams och Nick Heidfeld i BMW. Robert Kubica i BMW kvalade in som femma men flyttades ner tio placeringar på startgriden på grund av ett motorbyte tidigare under lördagen. Giancarlo Fisichella i Renault fick en ny motor efter kvalificeringen och fick starta sist, vilket efter andra problem blev från depån. 
Räikkönen tog starten före Massa och Alonso. Hamilton kom upp jämsides med Alonso i första kurvan, men knuffades undan av Alonso som därmed behöll sin tredjeplats. Räikkönen drog sedan ifrån, och vann loppet, vilket var hans tredje raka seger på Spa-Francorchamps. Massa slutade tvåa före Alonso, som knappade in en poäng på Hamilton i förar-VM. 

## Resultat
1. Kimi Räikkönen, Ferrari, 10 poäng
2. Felipe Massa, Ferrari, 8
3. Fernando Alonso, McLaren-Mercedes, 6
4. Lewis Hamilton, McLaren-Mercedes, 5
5. Nick Heidfeld, BMW, 4
6. Nico Rosberg, Williams-Toyota, 3
7. Mark Webber, Red Bull-Renault, 2
8. Heikki Kovalainen, Renault, 1
9. Robert Kubica, BMW
10. Ralf Schumacher, Toyota
11. Jarno Trulli, Toyota
12. Vitantonio Liuzzi, Toro Rosso-Ferrari
13. Rubens Barrichello, Honda
14. Adrian Sutil, Spyker-Ferrari
15. Takuma Sato, Super Aguri-Honda
16. Anthony Davidson, Super Aguri-Honda
17. Sakon Yamamoto, Spyker-Ferrari

### Förare som bröt loppet
- Jenson Button, Honda (varv 36, hydraulik)
- Alexander Wurz, Williams-Toyota (34, bränsletryck)
- David Coulthard, Red Bull-Renault (29, hydraulik)
- Sebastian Vettel, Toro Rosso-Ferrari (8, styrning)
- Giancarlo Fisichella, Renault (1, upphängning)